# 威靈頓軍營
威靈頓軍營（英語：Wellington Barracks）曾經是香港金鐘花園道以東的一個軍營。由於金鐘一帶有許多駐港英軍軍營，故此威靈頓軍營於1970年代交還予港英政府作民用。軍營於該時停用，1980年代中期拆除，並在原址興建夏慤花園。

## 歷史

### 原初醫院（1841年）
在第一次鴉片戰爭期間，英國於1841年佔領香港，並於一年後以南京條約割讓香港島。當時的港英政府在政府山腳和灣仔之間選擇土地作軍事用途。駐港英軍於1841年1月（或4月）利用竹棚搭建了皇家海軍醫院。然而，六個月後一個颱風襲擊香港，以竹棚搭建的醫院即毀於風暴之中。

### 威靈頓炮台
於1842年，「五槍炮台」在地台上出現，位置是現時的夏慤花園。自1854年起，該位置被列為「威靈頓炮台」，以第一代威靈頓公爵阿瑟·韋爾斯利命名。自1900年代起，炮台不再在地圖上顯示

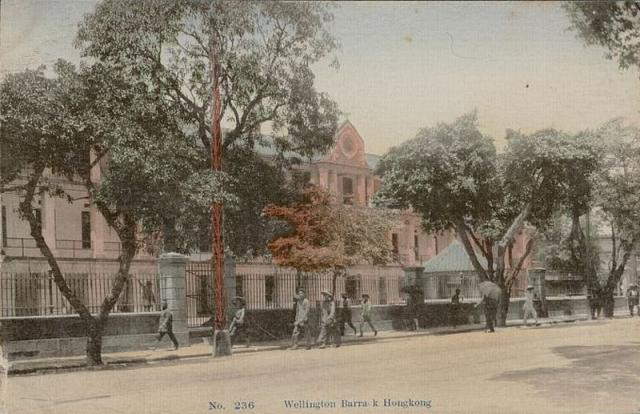
威靈頓軍營1910年代

。

### 軍營
新的軍營是駐港英軍在金鐘興建的若干軍營之一，這些軍營包括美利軍營、域多利軍營及添馬艦金鐘船塢。威靈頓軍營位於花園道以東，曾經位於香港島北面維多利亞港海濱，並設有直達軍營以北的海堤（然而，現時該地位置已經因多次填海而位於內陸）。威靈頓軍營與域多利軍營以一系列跨過金鐘道的纜索連接，用途在兩個軍營之間運送彈藥。
1890年，威靈頓軍營大樓頂端正中央設立了一個金色大鐘，以便在軍營內校正時間。該金色大鐘後來成為地名金鐘的來源。
1910年，威靈頓軍營首次有電力供應。
1945年9月7日，佔領日軍投降後，英國皇家海軍重新興建海軍基地，並在威靈頓軍營設立添馬艦，該土地由駐港英軍騰出。
隨著香港逐步發展，威靈頓軍營所在地日漸出現更大問題。威靈頓軍營將中環與灣仔分割，由於在軍營範圍發展並不可行，迫使發展商只在軍營以東的皇后大道東興建住宅和商業設施。因此，港英政府多次向駐港英軍嘗試取得土地以連接兩地，但不得要領。
1959年，港英政府向英國陸軍部支付2400萬港元以釋出威靈頓軍營的土地。
駐港英軍在1970年代末軟化，將土地交還予港英政府。威靈頓軍營與域多利軍營都在1980年代中拆除，並在域多利軍營原址的部分土地上興建了新的太古廣場，1990年開放。而威靈頓軍營原址拆除，1970年代成為興建地鐵金鐘站的地盤，剩餘部分重建為夏慤花園。

## 外部連結
- Wellington Barracks entry of Gwulo （页面存档备份，存于）
- Picture of Wellington Barracks （页面存档备份，存于）